# Ultra (Kryptologie)

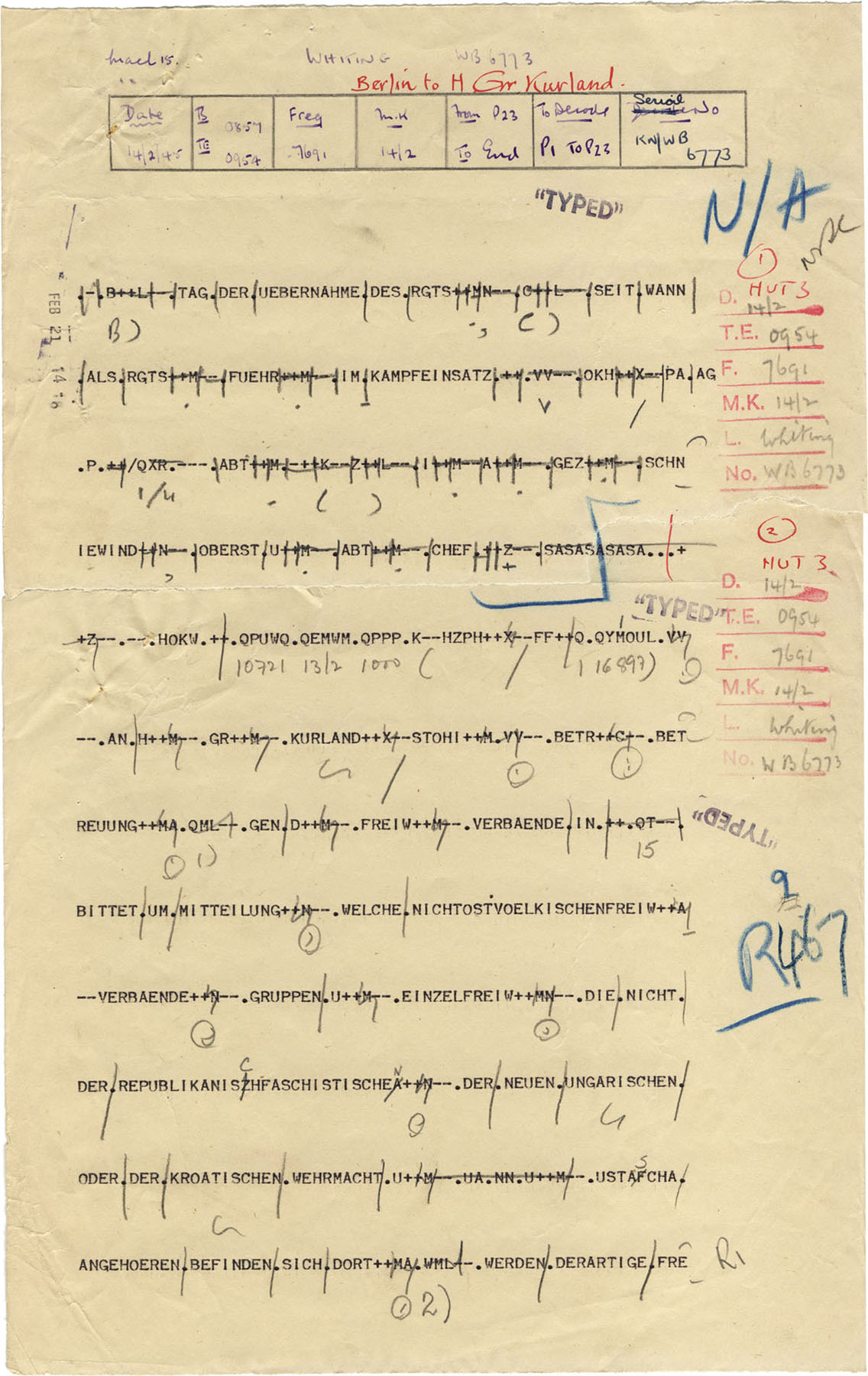
Ein von Berlin an die Heeresgruppe Kurland am 14. Februar 1945 mithilfe der Lorenz-Schlüsselmaschine verschlüsselt gesendetes Funkfernschreiben, das in B.P. als Tunny-Nachricht entziffert und ausgewertet wurde und so ein Teil von Ultra wurde.

Ultra (von lat.: jenseits; Schreibweise gelegentlich auch: ULTRA) war die Tarnbezeichnung für die nachrichtendienstlichen Informationen, die das britische Militär während des Zweiten Weltkriegs, beginnend mit Januar 1940, aus der Entzifferung und Auswertung des verschlüsselten geheimen deutschen Nachrichtenverkehrs gewinnen konnte. Dazu gehörten hauptsächlich die durch die britischen Funkabhörstellen (Y Stations) abgefangenen und im englischen Bletchley Park (B.P.) entzifferten Enigma-Funksprüche der Wehrmacht und ihre dort ebenfalls gebrochenen SZ42-Funkfernschreiben mit teilweise kriegswichtigen strategischen Informationen.
Die Bezeichnung Ultra wurde vom US-amerikanischen Geheimdienst übernommen und leitet sich aus der Überlegung ab, dass diese „äußerst wichtigen“ Informationen unter allen Umständen geheim gehalten werden mussten. Somit musste eine Geheimhaltungsstufe noch über der damals höchstverfügbaren Most Secret (deutsch: „STRENG GEHEIM“) geschaffen werden. Informationen wurden deshalb als „Ultra-geheim“ klassifiziert.
In der Anfangszeit wurde sogar für Ultra selbst ein Deckname verwendet, nämlich Boniface, nach dem Heiligen Bonifatius (englisch Saint Boniface). Hiermit sollte die tatsächliche „maschinelle“ Quelle verschleiert werden und stattdessen suggeriert werden, dass die Informationen von einem „mythischen“ Geheimagenten mit diesem Decknamen stammten.
Im Mai 1940 gelang es zunächst, in Enigma-Funksprüche der deutschen Luftwaffe einzudringen, die zeitversetzt entziffert werden konnten, was durch elektromechanische Verfahren (siehe auch: Turing-Bombe) beschleunigt wurde. Mit amerikanischer Unterstützung konnten ab 1943 auch Funksprüche mitgelesen werden, die mit der Enigma-M4 (mit vier statt nur drei Walzen) verschlüsselt waren. Mit den erlangten Erkenntnissen musste sparsam und vorsichtig gearbeitet werden, damit die deutsche Seite keinen Verdacht schöpfen würde, dass die Enigma unsicher sein könnte.